# 簡芳
簡芳（1463年—？），字德馨，江西瑞州府上高縣人，民籍，明朝政治人物。

## 生平
江西鄉試第十七名舉人。弘治九年（1496年）中式丙辰科會試第一百三十二名，二甲第二十八名進士。官至兵部郎中。

## 家族
曾祖簡孟常；祖父簡惟敏；父簡昇瑤，母黃氏。具庆下。兄德重、德旋。弟蕃、芸、蘭、蕙、菖。